# Nicolae Timofti
Nicolae Timofti (* 22. prosince 1948 Ciutulești, Moldavsko) je moldavský politik, který zastával v letech 2012–2016 úřad prezidenta Moldavské republiky. Původní profesí soudce, prezidentem se stal po téměř tříletém patu, kdy země byla bez hlavy státu, protože rozložení sil v parlamentu neumožňovalo získat potřebnou třípětinovou podporu (tj. 61 hlasů) pro svého kandidáta ani nejsilnější straně – komunistům (42 mandátů), ani vládní koalici všech ostatních parlamentních stran (59 mandátů). Timoftiho nominovala vládní koalice a jeho zvolení umožnila podpora tří bývalých komunistických poslanců, kteří přešli (do té doby k mimoparlamentní) socialistické straně.

## Životopis
Nicolae Timofti se narodil 22. prosince 1948 v obci Ciutulești na severu Moldavska. Jeho děd Tudor byl roku 1949 z politických důvodů deportován do Amurské oblasti na Dálném východě, kde roku 1953 zemřel. Budoucí prezident pracoval od svých 15 let jako cestář u okresní správy silnic ve Florești, později se vyučil automechanikem. Roku 1967 mu bylo umožněno studium práv na Moldavské státní univerzitě v Kišiněvě, které dokončil v roce 1972. Po absolvování základní vojenské služby krátce působil na Ministerstvu spravedlnosti Moldavské sovětské socialistické republiky, od roku 1976 soudce, v letech 1980–1990 soudce Nejvyššího soudu Moldavské SSR.
Po vzniku samostatného Moldavska působil ve vysokých justičních funkcích. 16. března 2012 byl parlamentem zvolen prezidentem republiky. Získal 62 hlasů, ke zvolení jich potřeboval minimálně 61. Nicolae Timofti je ženatý a má tři děti.

## Vyznamenání
- Řád Srbské republiky – Srbsko, 2013 – za zásluhy o rozvoj a posílení mírové spolupráce a přátelských vztahů mezi Srbskem a Moldavskem
- Řád Stará planina – Bulharsko, 2016[1]
- velkokříž s řetězem Řádu rumunské hvězdy – Rumunsko, 2016 – za jeho osobní přínos k rozvoji přátelských vztahů a spolupráce mezi Rumunskem a Moldavskem a za podporu demokratického a evropského směřování Moldavska[2]